# Viking (cohete)
Viking fue un cohete sonda estadounidense, originalmente denominado Neptune, desarrollado en 1945 por el Naval Research Laboratory (NRL) como un cohete capaz de alcanzar la misma altitud que el V2 alemán, pero con un tercio de su masa. Utilizaba alcohol y oxígeno líquido como propelentes. Fue utilizado para investigaciones atmosféricas e ionosféricas.
Se trataba de un diseño avanzado para la época, con un motor direccionable mediante cardán y un tanque de combustible integrado con el fuselaje.
El primer lanzamiento de un Viking tuvo lugar el 3 de mayo de 1949. El programa fue cancelado en 1954 debido a sus altos costes, pero la experiencia ganada sirvió para diseñar la primera etapa del cohete Vanguard y del Titán.

## Especificaciones
- Carga útil: 230 kg
- Apogeo: 200 km
- Empuje en despegue: 93 kN
- Masa total: 4500 kg
- Diámetro: 0,81
- Longitud total: 14,9 m
- Envergadura: 2,8 m